# Earl Bakken

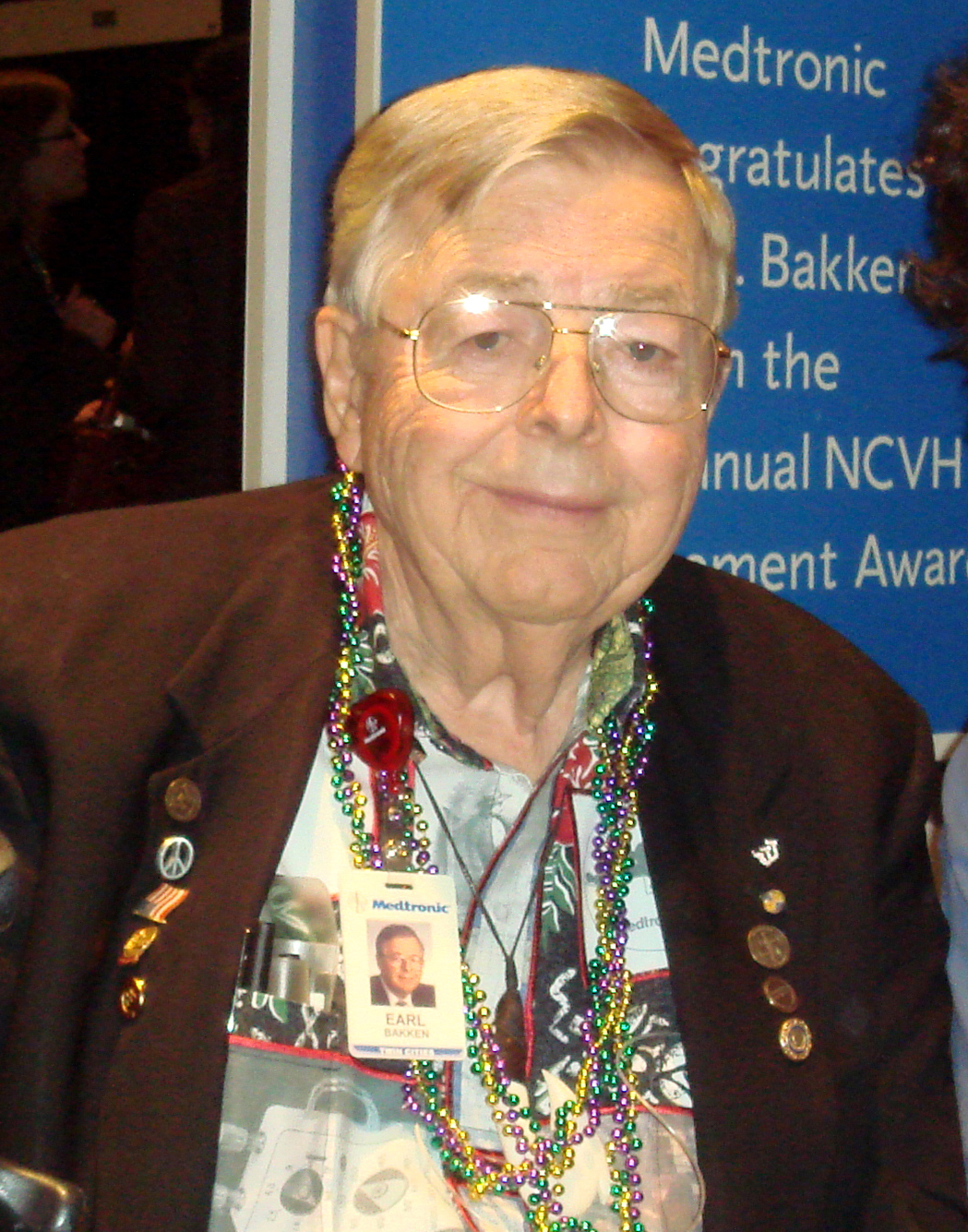
Earl Bakken (2007)

Earl Elmer Bakken (* 10. Januar 1924 in Minneapolis, Minnesota; † 22. Oktober 2018 in Hawaii) war ein US-amerikanischer Elektrotechniker und Unternehmer. Er gründete 1949 das Medizintechnikunternehmen Medtronic und erfand den ersten batteriebetriebenen Herzschrittmacher.
Bakken wuchs nordöstlich von Minneapolis auf und beschäftigte sich schon als Kind mit Elektrotechnik. So baute er einen einfachen Elektroschocker, verschiedene Radios, eine Telefonverbindung zu einem Freund und eine elektrische Anzeigetafel für seine Highschool. Nachdem er im Zweiten Weltkrieg drei Jahre lang bei der Air Force gedient hatte, absolvierte er ein Studium der Elektrotechnik an der University of Minnesota. 1948 erhielt Bakken den Bachelor-Grad. Am 29. April 1949 gründete Bakken gemeinsam mit seinem Schwager Palmer Hermundslie Medtronic. Das kleine Unternehmen, welches zunächst aus einer Garage geführt wurde, war auf die Reparatur medizinischer Geräte spezialisiert. Da Medtronic schon bald wuchs, gab Bakken sein Aufbaustudium auf und konzentrierte sich fortan auf sein Unternehmen, welches sich zum Entwickler und Hersteller von medizinischen Geräten entwickelte.
Nachdem im Oktober 1957 ein Stromausfall dazu führte, dass ein zuvor vom Chirurgen Clarence Walton Lillehei am Herzen operiertes Kind starb, weil der Herzschrittmacher ausfiel, wurde Medtronic damit beauftragt, einen netzunabhängigen Herzschrittmacher zu entwickeln. Innerhalb von wenigen Wochen entwickelte Bakken einen tragbaren und batteriebetriebenen Herzschrittmacher. Im Dezember 1958 wurde er erstmals eingesetzt. Diese Entwicklung bot die Grundlage für die später entwickelten implantierbaren Herzschrittmacher.
Bis 1976 war Bakken Chief Executive Officer und Chairman von Medtronic, bis 1989 noch Senior Chairman. Anschließend zog er nach Hawaii. 1994 schied er aus dem Board of Directors aus. 2001 erhielt er den Russ Prize.